# Zagórzyczki
Zagórzyczki (deutsch Sageritzheide) ist ein kleines Dorf im Nordwesten der polnischen Woiwodschaft Pommern. Es gehört zur Landgemeinde Damnica (Hebrondamnitz) im Powiat Słupski (Kreis Stolp).

## Geographische Lage
Zagórzyzcki liegt 20 Kilometer östlich der Kreisstadt Słupsk (Stolp) an einer Nebenstrecke, die die Dörfer Zagórzyca (Sageritz) und Stara Dąbrowa miteinander verbindet. Die nächste Bahnstation Damnica an der Bahnlinie von Stargard in Pommern nach Danzig ist drei Kilometer entfernt.

## Geschichte
Sageritzheide war mit Sageritz (polnisch: Zagórzyca) als eine Ortschaft dieser Gemeinde und demnach mit seiner Geschichte eng verbunden. Bis 1945 lag der Ort im Landkreis Stolp im Regierungsbezirk Köslin der preußischen Provinz Pommern. Nach 1945 kam das Dorf zu Polen und ist heute ein Teil der Gmina Damnica im Powiat Słupski in der Woiwodschaft Pommern (1975 bis 1998 Woiwodschaft Stolp). Auch jetzt ist der kleine Ort mit dem Dorf Zagórzyca (Sageritz), nun als zugehörig zum Schulzenamt verbunden.

## Kirche
Die Bevölkerung von Sageritzheide war vor 1945 fast ausnahmslos evangelischer Konfession. Der Ort gehörte zum Kirchspiel Sageritz im Kirchenkreis Stolp-Altstadt im Ostsprengel der Kirchenprovinz Pommern der Kirche der Altpreußischen Union. Letzter deutscher Geistlicher war Pfarrer Walter Borchardt und – nach dessen Tod in Russland – noch Vikarin Annemarie Winter.
Seit 1945 ist die Einwohnerschaft des Örtchens Zagórzyczki überwiegend katholisch. Die Verbindung zum früheren Pfarrort ist geblieben. Die Pfarrei Zagórzyca gehört jetzt zum Dekanat Główczyce (Glowitz) im Bistum Pelplin der Katholischen Kirche in Polen. Hier lebende evangelische Kirchenglieder sind jetzt in die Kreuzkirchengemeinde in Słupsk (Stolp) in der Diözese Pommern-Großpolen der Evangelisch-Augsburgischen Kirche in Polen eingegliedert.